# Stanislav Tuksar
Stanislav Tuksar, hrvaški muzikolog, pedagog in akademik, * 27. julij 1945, Gornji Kraljevac.
Tuksar je profesor emeritus na Glasbeni akademiji v Zagrebu in član Hrvaške akademije znanosti in umetnosti.